# Stéphane Venne
Stéphane Venne (* 2. Juli 1941 in Montreal; † 17. Januar 2025) war ein kanadischer Singer-Songwriter, Arrangeur, Komponist und Plattenproduzent.

## Leben
Venne begann im Alter von fünfzehn Jahren Songs zu komponieren und arrangierte und komponierte Anfang der 1960er Jahre Musik für verschiedene Sänger aus Québec. Daneben trat er auch selbst auf und veröffentlichte beim Label Select drei LPs, alle mit dem Titel Stéphane Venne. Bekannt wurde er mit dem Titel Un jour, un jour, der Themensong der Expo 67 wurde. Von 1967 bis 1972 war er Produktionsleiter des Labels Barcley Canada. Dort produzierte er auch eigene Songs, darunter Le Début d’un temps nouveau mit Renée Claude, Attention la vie est courte mit Pierre Lalonde sowie Les Enfants de l’avenir und Le Temps est bon mit Isabelle Pierre.
1972 erschien sein Album Stéphane Venne en dix chansons orchestrales mit eigenen Arrangements, dem 1975 Tranquillement folgte. Er schrieb in den 1970er Jahren Songs u. a. für Emmanuëlle (Le Monde à l’envers, Chanter pour vivre, C’est pas fini), Donald Lautrec, Michel Louvain und Melody Stewart und arrangierte die Musik zu Michel Contes LP Aimons-nous les uns les autres und Sylvain Lelièvres Petit Matin. Daneben produzierte er Shows am Place des Arts und komponierte Filmmusiken und Jingles. 1974 leitete er das Chansonfestival Super Francofête in Montreal, 1975 das Festival Chant’Août und 1976 einen Songwettbewerb bei den Olympischen Sommerspielen.
Im gleichen Jahr gründete er in Montreal den der frankophonen Musik gewidmeten Radiosender CIEL-FM. 1977–78 war er Präsident der SOCAN. Zum 375. Jahrestag der Gründung der Stadt Montreal schrieb er 1984 den Song Un été mer et monde, der von Pierre Bertrand und Francine Raymond interpretiert wurde. Danach betätigte er sich längere Zeit als Administrator und Berater im Bereich der Kommunikation.
Nachdem 2002 sein Song Et c’est pas fini für den Talentwettbewerb Star Académie im Fernsehen ausgewählt worden war, kehrte Venne zur Musik zurück und schrieb für die Gewinnerin des Wettbewerbs, Marie-Élaine Thibert, die Titel für ein ganzes Album. Ab 2010 arbeitete er mit der Sängerin Brigitte Marchand zusammen. Er wurde in die Canadian Songwriters Hall of Fame aufgenommen.